# Gaohu (köpinghuvudort i Kina, Jiangxi Sheng, lat 28,93, long 115,24)
Gaohu är en köpinghuvudort i Kina. Den ligger i provinsen Jiangxi, i den sydöstra delen av landet, omkring 69 kilometer nordväst om provinshuvudstaden Nanchang. Antalet invånare är 12 058. Befolkningen består av 5 748 kvinnor och 6 310 män. Barn under 15 år utgör 19,0 %, vuxna 15-64 år 72 %, och äldre över 65 år 8,0 %.
Runt Gaohu är det ganska tätbefolkat, med 155 invånare per kvadratkilometer. Närmaste större samhälle är Xiangtianxiang, 19,6 km sydost om Gaohu. I omgivningarna runt Gaohu växer i huvudsak blandskog.
Genomsnittlig årsnederbörd är 2 159 millimeter. Den regnigaste månaden är juni, med i genomsnitt 337 mm nederbörd, och den torraste är oktober, med 44 mm nederbörd.